# Uzbekistan ai Giochi della XXX Olimpiade
L'Uzbekistan partecipò ai Giochi della XXX Olimpiade, svoltisi a Londra, Regno Unito, dal 27 luglio al 12 agosto 2012, con una delegazione di 53 atleti impegnati in quattordici discipline.
Nel corso della manifestazione Artur Tajmazov ha vinto il torneo di lotta nella categoria 120 kg. Nel 2019, tuttavia, le analisi dell'agenzia antidoping sui campioni prelevati ai Giochi olimpici di Londra hanno rinvenuto la presenza di turinabol, uno steroide proibito. Il CIO gli ha pertanto revocato la medaglia d'oro.